# Берлински стуб победе
Стуб победе (  је споменик у Берлину. Дизајниран од стране Хајнрих Штрака после 1864. у знак сећања на победу Пруске у Другом шлезвишком рату, до тренутка када је инаугурисан 2. септембра 1873, Пруска је такође победила Аустрију и њене немачке савезнике у Аустро-пруском рату (1866) и Француску у Француско-пруски рат (1870—71), чиме је статуа добила нову намену.
Берлинци су статуи дали надимак Goldelse. Стуб победе је главна туристичка атракција у Берлину.

## Историја, дизајн и утицаји

### Дизајн
База се састоји од полираног црвеног шведског гранита, површине 18,8 метара квадратних и висине 7,2 метара. Основа садржи четири бронзана рељефа који приказују сцене из три победе. Са 12 метара ширине и 2 метра висине. На бази је округла сала са 16 гранитних стубова висине 4,7 метара. Изнад дворане уздижу се четири стуба од пешчара, прва три садрже по 20 позлаћених топовских цеви, 12 фунти од победе Данске, 8 фунти од аустријске и 4 фунте од Француске. На врху четвртог стуба од пешчара налази се 8,52 метара висока позлаћена бронзана победа.

### Локације
Статуа је првобитно стајала на Плацу Републике. Године 1939, као део припреме монументалних планова за преуређење Берлина у Велтхауптстадт Германиа, нацисти су преместили колону на своје данашње место на Гросер Стерн (Велика звезда). У исто време, стуб је повећан за још 6,5 метара, чиме је добила садашњу висину од 66,89 метара. Споменик је преживео Други светски рат без већих оштећења. Окружена уличним кругом, стуб је такође доступан пешацима кроз четири тунела, према плановима Алберта Шпера. ‍:99–107

## У популарној култури
У Небо над Берлином Вима Вендерса (1987), стуб је једно од многих тако високих места у граду где анђели седе и гледају људе који се налазе доле.
Током година техно Параде Љубави, стуб је био место окупљања где је велики број људи плесао и играо.
Споменик је једна од многих знаменитости посећених на курсу „Берлин Биваис” у Mario Kart Tour (од 2021.), а касније и Mario Kart 8 Deluxe (од 2022.).